# Valentine (Band)
Valentine ist eine US-amerikanische Alternative-Rock-Band, die ihren Musikstil mit dem des Indie-Rock mischt.

## Geschichte
Emily Ellis war Gründerin der Band, musste sie aber bald verlassen, weil sie ihr Jurastudium vorzog. Währenddessen wurde die Band in anderer Besetzung und unter dem Namen "Her Alibye" weitergeführt. Später trat Emily der Band wieder bei und nach dem Auftritt bei der Vans Warped Tour 2007 änderten sie ihren Namen wieder in Valentine um.
Am 14. Februar 2010 wurde das Debütalbum Today It Begins in den USA veröffentlicht. Im Juli folgte eine Veröffentlichung des Albums in Japan. Valentine steht bei Grizz Rhythms und Spinning Records unter Vertrag.

## Diskografie

### Alben
- 2010: Today It Begins (Im Februar in den USA veröffentlicht, im Juni in Japan)